# Kanton Sartrouville
Kanton Sartrouville is een kanton van het Franse departement Yvelines. Het kanton maakt deel uit van het arrondissement Saint-Germain-en-Laye. Het heeft een oppervlakte van 18.46 km² en telt 82.172 inwoners in 2018, dat is een dichtheid van 4451 inwoners/km².

## Gemeenten
Het kanton Sartrouville omvatte tot 2014 enkel de gemeente:
- Sartrouville

Door de herindeling van de kantons bij decreet van 21 februari 2014 werden de gemeenten van het kanton Maisons-Laffitte eraan toegevoegd, namelijk :
- Maisons-Laffitte
- Le Mesnil-le-Roi